# أولغا ماير
أولغا ماير (بالنرويجية النينوشك: Olga Meyer )‏ (و. 1930 – 2018 م) هي صحفية، ومقدمة تلفزيونية نرويجية، توفيت في أوسلو، عن عمر يناهز 88 عاماً.